# Abandon All Ships
Abandon All Ships est un groupe canadien de metalcore / electonicore originaire de Toronto, en Ontario. Formé en 2006, le groupe est en actuel contrat avec le label Universal Music Canada via Underground Operations, et avec Rise Records. Dès lors, le groupe a indépendamment commercialisé un extended play également intitulé Abandon All Ships en 2009 et deux albums studio, Geeving en 2010 chez Universal et Rise, ainsi que Infamous en 2012. Leur dernier album en date, Malocchio, est publié en 2014.

## Histoire

### Formation etDisband(2006-2009)
Abandon All Ships s'est formé en 2006 à Toronto, en Ontario, et jouait à l'origine des musiques reprises du groupe Norma Jean. La majorité des membres du groupe ont suivi des études au Dante Alighieri Catholic Secondary, dont le chanteur principal Angelo Aita, le pianiste Sebastian Cassisi-Nunez, et le guitariste David Stephens. Les trois jouent dans plusieurs concerts et se popularisent. En 2008, le groupe diffuse quatre démos en ligne, dont les titres Megawacko, When Dreams Become Nightmares, Brendon's Song et Pedestrians Is Another Word for Speedbump. Ces démos étaient principalement influencés mathcore (en particulier When Dreams Become Nightmares), différent du style actuel du groupe influencé post-hardcore/electronicore. Abandon All Ships se popularise rapidement sur Internet grâce au site Myspace, et se font beaucoup plus remarquer depuis leur apparition dans le programme télévisé Disband  diffusé sur MuchMusic.

### Geeving(2009-2010)
Début 2010, le groupe signe un contrat chez Underground Operations, Rise Records, et Velocity Records. Il y enregistre son premier single intitulé Take One Last Breath, anciennement Pedestrians Is Another Word for Speedbumps le 29 juin 2010 ; le vidéoclip homonyme est diffusé le même jour. Il joue également cette même année au Bluesfest d'Ottawa, en Ontario. Au festival, il y joue quelques titres, dont Geevin, Guardian Angel présentés avec Lena Katina, du groupe de musique russe t.A.T.u.. Maria (I Like It Loud), et leur premier single Take One Last Breath devraient être inclus dans leur futur album, Geeving. Le single Megawacko 2.0 est commercialisé via iTunes le 24 août 2010, idem pour son vidéoclip le même jour. En septembre la même année, Bro My God est diffusé en avant-première via streaming. Abandon All Ships, avec sa popularité grandissante, participe à la tournée Monument du 29 octobre 2010 au 5 décembre 2010 en compagnie de Miss May I, Sleeping with Sirens, The Crimson Armada et Bury Tomorrow.

### Instabilité du line-up,Infamous(2011-2012)
Le 24 janvier 2011, le guitariste Kyler Browne quitte le groupe. Browne poste un message sur Facebook en expliquant : « J'ai quitté AAS car je pense ne plus rien avoir en commun avec les autres. Ils restent des frères pour moi, mais le cœur n'y était plus. Je vous remercie tous pour votre amour et votre soutien. Prenez soin de vous. » Browne est remplacé lors de leur future tournée par le guitariste Daniel Ciccotelli. Abandon All Ships participe au Vans Warped Tour 2011. 
Le 14 juillet 2011, les frères Paiano, Andrew (à la guitare rythmique) et Daniel (à la batterie), quittent eux aussi le groupe. Les membres restants expliquent : « Bon, au cas où vous ne le sauriez pas, Andrew et Dan Paiano ne continueront pas avec Abandon All Ships pour des raisons personnelles. »
Le 18 janvier 2012, le groupe annonce leur projet d'un second album studio. Le titre est annoncé, Infamous, pour le 3 juillet 2012. Le vidéoclip du titre est diffusé en mai  : selon le groupe, il a une atmosphère « très Toronto. » Abandon All Ships participe au Scream It Like You Mean It à travers l'Amérique du Nord. En septembre, il participe à une tournée au Canada pour soutenir We Came As Romans, Skip the Foreplay et Ice Nine Kills.

### Depuis 2013
Un troisième album studio est annoncé pour le début de 2013. Le 4 septembre 2013, le groupe annonce le début du projet d'enregistrement, dont un titre, celui de Traces. La page officielle Facebook du groupe lance une rumeur comme quoi l'ancien guitariste Kyler Browne ferait son retour.
Leur troisième album sort finalement en 2014 et s'intitule Malocchio.

## Membres

### Membres actuels
- Angelo Aita – chant (depuis 2006)
- Martin Broda – chant (depuis 2006), guitare basse (depuis 2009), batterie (2006–2009)
- Sebastian Cassisi-Nunez – synthétiseurs, clavier (depuis 2006)
- Kyler Browne – guitare (2009-2011, depuis 2013)
- Melvin Murray – batterie (depuis 2013)

### Membres de tournée
- Francesco Pallotta – guitare basse (depuis 2006)
- Nick Fiorini – guitare (depuis 2007)
- David Stephens – guitare, chant secondaire (depuis 2007)
- Andrew Paiano – guitare rythmique (depuis 2008) (désormais guitariste de Woe, Is Me)
- Daniel Paiano – batterie (depuis 2009) (désormais batteur de This Treasure)
- Chris Taylor – batterie (depuis 2011)
- Daniel Ciccotelli – guitare, chant secondaire (depuis 2011)

## Discographie
Albums studio
| Date | Album                                                                                                   | Classements | Classements | Classements |
| Date | Album                                                                                                   | CAN         | US 200      | US Heat     |
| ---- | --- | ----------- | ----------- | ----------- |
| 2010 | Geeving - Date : 5 octobre 2010 - Label : Universal Music Canada - Format : CD, téléchargement digital  | 27          | —           | 16          |
| 2012 | Infamous - Date : 3 juillet 2012 - Label : Universal Music Canada - Format : CD, téléchargement digital | 54          | 142         | 3           |

EPs
| Year | Détails                                                                        |
| ---- | ------------------------------------------------------------------------------ |
| 2009 | Abandon All Ships - Date : 17 juillet 2009 - Label : Independent - Format : CD |

## Vidéographie
- Take One Last Breath (2010)
- Megawacko 2.1 (2010)
- Geeving (2011)
- Infamous (2012)
- August (2012)
- Less Than Love (2013)